# Method Man
Clifford Smith (2. března 1971, Long Island, New York, New York, USA), známý spíše jako Method Man, Mr. Meth, Johnny Blaze, Tical, MZA atd., je americký rapper, hudební producent, herec a člen hip hopového seskupení Wu-Tang Clan. Je také držitelem prestižní ceny Grammy.

## Životopis
Narodil se 2. března 1971 na Long Islandu v New Yorku (měl dvě sestry – Terri a Missy) kde i vyrůstal střídavě mezi otcem a matkou, která žila v Staten Islandu. Mládí tohoto rappera je podobné jako u ostatních hip hopových zpěváků – ze školy byl vyhozen, vydělával si prodejem drog a podřadnými, špatně placenými pracemi. (Poté, co pracoval jako uklízeč na Soše Svobody, se i věnoval kreslení komiksů.) Na začátku 90. let 20. století založil spolu s dalšími osmi přáteli skupinu Wu-Tang Clan. Po vydání debutového alba skupiny (v roce 1993) se Method Man jako první člen Wu-Tangu rozhodl vydat sólovou desku – Tical (vyšlo roku 1994 u rapové společnosti Def Jam). Tohoto CD se prodalo více než milión kopií, umístilo se na 4. místě americké hitparády a Meth za něj získal platinovou desku. V roce 1995 vedl v hitparádách hit I'll Be There For You/You Are All I Need To Get By, na kterém se podílel jak Method Man, tak i Mary J. Blige. Oba protagonisté získali za tento počin oceněni Grammy. Druhé album Method Mana, vydané roku 1998, se jmenuje Tical 2000: Judgement Day. O rok později vydal se svým dlouholetým přítelem, rapperem Redmanem, CD nazvané Blackout!. Tito dva rappeři se spolu také objevili v hlavních rolích filmu Kdo hulí, ten umí (How High)  z roku 2001. V roce 2004 vydal Meth album Tical O: The Prequel a od 2 roky později 4:21...The Day After.

## Diskografie

### Sólo
- Tical (1994) -US platinové-
- Tical 2000: Judgement Day (1998) -US platinové-
- Tical 0: The Prequel (2004) -US zlaté-
- 4:21...The Day After (2006)
- The Meth Lab (2015)
- Meth Lab Season 2: The Lithium (2018)

### Spolupráce
Wu-Tang Clan
- Enter the Wu-Tang /36 Chambers/ (1993)
- Wu-Tang forever (1997)
- The W (2000)
- Iron Flag (2001)
- 8 Diagrams (2007)
- A Better Tomorrow (2014)

Redman
- Blackout! (1999) -US platinové-

- Blackout! 2 (2009)

Ostatní
- Wu-Massacre (2010) s Ghostface Killah a Raekwon

## Filmografie
Objevil se v mnoha filmech a seriálech – jak v hlavní roli, tak i ve vedlejší. Zde je seznam těch nejzajímavějších snímků:
- Velký švindl (1996)
- Nevyhrožuj (1996)
- Země policajtů (1997)
- 187 – Kód pro vraždu (1997)
- Kriminálka Las Vegas (2000)
- Bostonská střední (2000)
- Kdo hulí, ten umí (2001)
- The Wire – Špína Baltimoru (2002)
- Scary Movie 3 (2003)
- 3 muži a 3 nemluvňata (2004)
- Venom (2005)
- Tohle je SPARTA (2008)
- Paterson (2016)